# Livii
Légende :
♦Patricien, ♦Plébéien, ♦Consulaire, ♦Sénatorial, ♦Équestre
Gens et Liste des gentes romaines
Les Livii sont les membres d'une ancienne famille romaine d'origine plébéienne, la  gens Livia, connue surtout durant la République romaine. La branche des Livii Drusii parvient à s'élever au rang impérial à la fin du Ier siècle av. J.-C. avec le mariage de Livie et d'Auguste.

## Cognomina
Les cognomina utilisés par cette famille, sous la République, sont Denter, Drusus, Libo, Macatus et Salinator.

## Membres

### Sous la République
- Cnaeus Livius, (v.-390 - ?);
  - ? (Livius) Drusus, (v.-365 - ap.-324), magister equitum en -324?;
    - Marcus Livius Denter, (v.-345 - ap.-295), consul en -302;
      - Marcus Livius Drusus, (v.-325 - ap.v.-284), préteur;
        - Marcus Livius Salinator, (v.-290 - ap.-236), décemvir en -236;
          - Marcus Livius Salinator, (v.-260 - ap.-204), consul en -219 et -207, censeur en -204;
            - Caius Livius Salinator, (v.-235 - -170), consul en -188;
              - ? (Livius Salinator), (v.-200 - ?);
                - ? Lucius (Livius) Salinator, (v.-165 - ?), préteur vers -123;
                  - ? (Livius Salinator), (v.-140 - ?)
                    - ? Lucius (Livius) Salinator, (v.-115 - ap.v.-84), triumvir monétaire vers -84;
                      - ? Lucius Livius Ocella, (v.-95 - -42), préteur;
                        - Lucius Livius Ocella, (v.-75 - -42), questeur;
                          - (Lucius Livius Ocella), (v.-50 - ?);
                            - Livia Ocellina, (v.-25 - av.24), épouse en 2 Caius Sulpicius Galba;

            - (Marcus Livius Drusus Aemilianus), (v.-225 - ?), fils adoptif d'un Livius Drusus;
              - Caius Livius Drusus, (v.-190 - ap.-147), consul en -147;
                - Caius Livius Drusus, (v.-160 - v.-100), jurist;
                - Marcus Livius Drusus, (v.-155 - -109), tribun de la plèbe en -122 et consul en -112;
                  - Marcus Livius Drusus, (v.-130 - -91), tribun de la plèbe en -91;
                    - Marcus Livius Drusus Claudianus, (v.-95 - -42), fils adoptif du précédent, préteur en -50;
                      - (Caius Livius), (v.-65 - ?),
                        - Livia Puchra, (v.-30 - ?)

                      - Livie, (-58 - 29), troisième épouse de l'empereur romain Auguste et mère de Tibère
                      - Marcus Livius Drusus Libo, fils adoptif de Claudianus, consul en -15;

                  - Mamercus Aemilius Lepidus Livianus, (v.-125 - v.-75), adopté par un Aemilii, consul en -77

                - Livia, (v.-153 - v.-56), épouse de Publius Rutilius Rufus;

  - Lucius Livius, (v.-355 - ap.-320), tribun de la plèbe en -320 ; impliqué dans la défaite des Fourches Caudines, il abdique et est remis aux Samnites avec ses collègues[a 2],[a 3],[1].

### Sous le Principat

#### Livii de Patavium
- Caius (Livius), (v.-85 - ?);
  - Titus Livius, (v.-59 - 17), historien romain;
    - Titus Livius;
    - Livia, épouse Lucius Magius;

#### Autres
- Lucius Livius Rufus.